# Hudiksvalls kommun
61°44′N 17°08′Ø / 61.733°N 17.133°Ø
Hudiksvall kommune ligger i landskapet Hälsingland i det svenske län Gävleborgs län. Kommunens administrationscenter ligger i byen Hudiksvall.
Vigtigste virksomhed i kommunen er papirproducenten Holmen som beskæfteiger 10% af kommunens arbejdsstyrke.
Europavej E4 og jernbanelinjen Ostkustbanan passerer gennem kommunen.

## Byer
Hudiksvall kommune havde i 2005 ni byer.
Indbyggere pr. 31. december 2005.
| #  | By         | Indbyggere |
| -- | ---------- | ---------- |
| 1. | Hudiksvall | 14.850     |
| 2. | Iggesund   | 3.398      |
| 3. | Delsbo     | 2.189      |
| 4. | Sörforsa   | 1.524      |
| 5. | Näsviken   | 977        |
| 6. | Njutånger  | 879        |
| 7. | Enånger    | 652        |
| 8. | Friggesund | 520        |
| 9. | Hålsjö     | 221        |

## Venskabsbyer
- Kaskö i Finland
- Maribo i Danmark
- Namsos i Norge

## Billeder
- Huse ved havnen i Hudiksvall.
- Det centrale Hudiksvall.
- Näsviken.

## Eksterne kilder og henvisninger
- Wikimedia Commons har flere filer relateret til Hudiksvalls kommun
- ”Kommunarealer den 1. januar 2012” (Excel). Statistiska centralbyrån.
- ”Folkmängd i riket, län och kommuner 30 juni 2012”. Statistiska centralbyrån.